# 佐貫亦男
佐貫 亦男（さぬき またお、1908年（明治41年）1月1日 - 1997年（平成9年）6月28日 ）は、日本の航空技術者、航空宇宙評論家、作家、エッセイスト。

## 生涯

### 生い立ち
秋田県平鹿郡横手町（現・横手市）生まれ。秋田県立横手中学校（秋田県立横手高等学校の前身）卒業、1931年（昭和6年）に東京帝国大学工学部航空学科を卒業した。

### 航空機設計
東京帝国大学卒業後、軍命で日本楽器製造（現ヤマハ）に赴きプロペラの設計を行う。陸軍の九七式戦闘機を担当した。1941年に、ユンカース社からフルフェザー機構・圧縮木材製プロペラ技術導入のため、第二次世界大戦最中のドイツに出張する。
しかし同年6月に、独ソ戦開戦のためにドイツからソビエト連邦に直行するシベリア鉄道経由の帰路が絶たれ、1943年11月まで在独し、その後中立国を迂回する形で帰国した。大戦中のドイツを民間人の立場から観察した著作は貴重な記録である。

### 学者と作家
第二次世界大戦後は気象庁で風速計の開発に携わり、その後東京大学教授、日本大学教授を務めた。さらに『引力とのたたかい－とぶ』で日本エッセイストクラブ賞受賞。著作は専門の航空工学やロケット工学から生物学、ヨーロッパアルプスの山歩きにまで及んでおり、「道具を通した比較文化論」が特に優れている。また、ドイツカメラの愛好者としても知られており、その著作もある。

### 晩年
晩年は航空評論家として活躍した。しかし大きな飛行機事故があるとマスコミに登場する事が多く、本人はこの肩書きを嫌っていたと言われる。航空機に関わる随筆集「ヒコーキの心」シリーズ、その続編「飛べヒコーキ」シリーズは、豊富な知識と独特の世界観、航空機への愛情などが豊かに表現され評価が高く、マニアに今でも読み続けられている。

## 著作
- 『空のたんけんものがたり』大日本図書、1957年
- 『飛行機の本　人間が空を征服した冒険史 』光文社　カッパブックス　1969年
- 『引力とのたたかい－とぶ』
- 『崩れる夏』航空情報、1970年9月号、275巻、pages 27-33
- 『暗い木曜日 - シュワインフルトの爆撃』航空情報、1971年3月号、282巻、pages 68-73
- 『佐貫亦男のアルプ日記』山と渓谷社、1973年
- 『ヒコーキの心』講談社、1974年
- 『人間航空史』中央公論社、1974年
- 『続ヒコーキの心』講談社、1975年
- 『続々ヒコーキの心』講談社、1976年
- 『道具の再発見：姿・かたち・機能との対話』講談社、1977年
- 『飛べヒコーキ』講談社、1977年
- 『続飛べヒコーキ』講談社、1978年
- 『続々飛べヒコーキ』講談社、1978年
- 『世界の博物館』シリーズ 第2巻 『ワシントン航空宇宙博物館 佐貫亦男編』講談社、1978年、ISBN 4-06-142502-1
- 『設計からの発想：比較設計学のすすめ』講談社、1979年
- 『ジャンボ・ジェットはどう飛ぶか ボーイング747のメカニズムを楽しむ』講談社、1980年、ISBN 4-06-118029-0
- 『進化の設計』朝日新聞社、1982年、文庫本講談社、2010年
- 『佐貫亦男のチロル日記』山と渓谷社、1983年、ISBN 4-635-33007-9
- 『ロマネスク 空飛ぶうつわ』光人社、1983年、ISBN 4-7698-0213-7
- 『ドイツ道具の旅』光人社、1985年、ISBN 4-7698-0266-8
- 『追憶のドイツ：ナチス・空襲・日本人技師』酣燈社、1991年、ISBN 4-87357-018-2
- 『ドイツ道具の旅終わりに近く』光人社、1992年、ISBN 4-7698-0643-4
- 『流線形の時代』グリーンアロー出版社、1993年、ISBN 4-7663-3154-0
- 『佐貫亦男のアルプへ五十年』山と渓谷社、1994年、ISBN 4-635-33018-4
- 『旅と道具』グリーンアロー出版社、1994年、ISBN 4-7663-3160-5
- 『発想の航空史』朝日新聞社、1995年、ISBN 4-02-256910-7
- 『飛行機のスタイリング』グリーンアロー出版社、1996年、ISBN 4-7663-3181-8
- 『ドイツカメラのスタイリング』グリーンアロー出版社、1996年、ISBN 4-7663-3189-3
- 『ドイツカメラの本』小学館、1998年、ISBN 4-09-416301-8